# Rinn

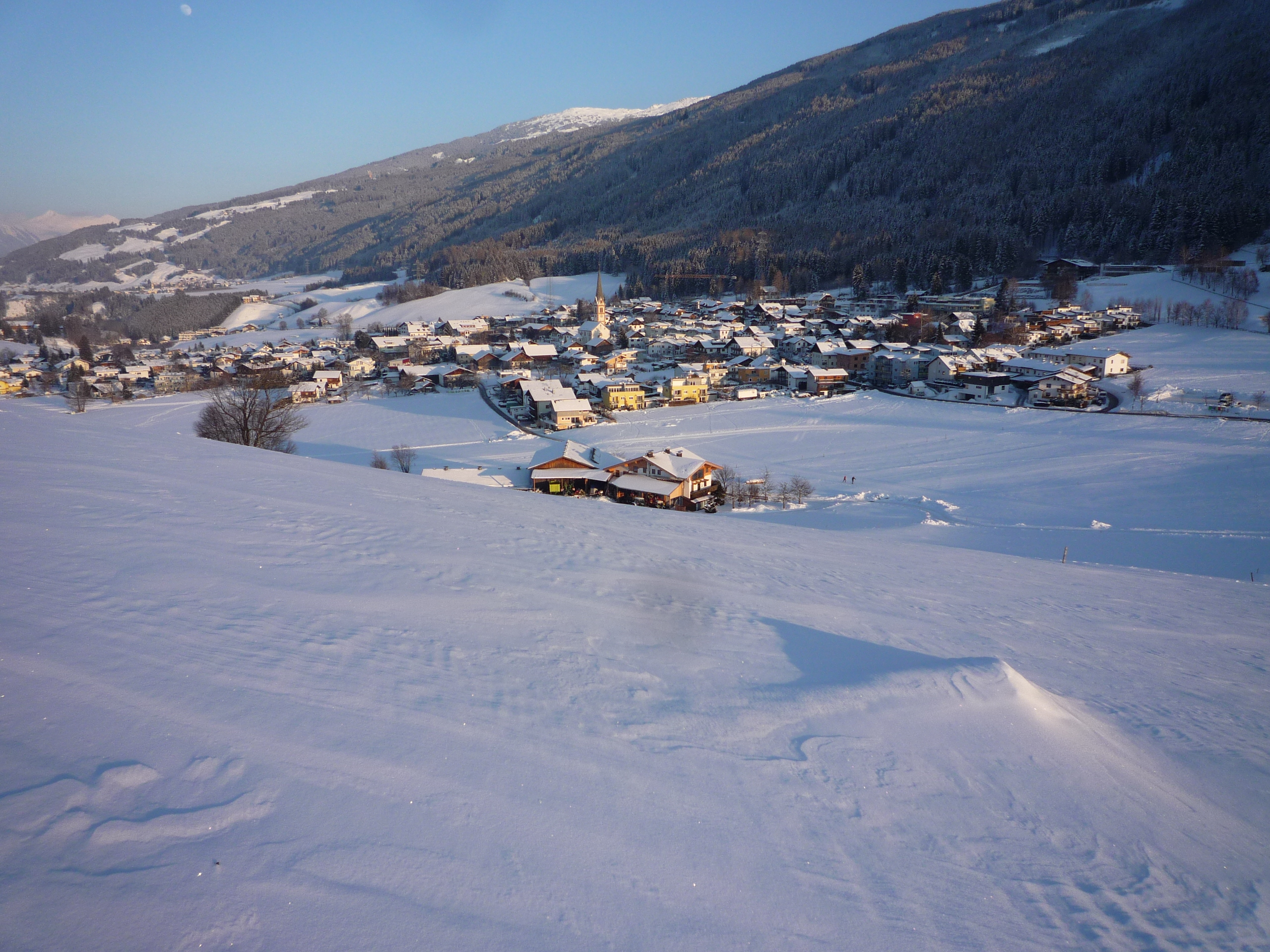
Rinn im Winter

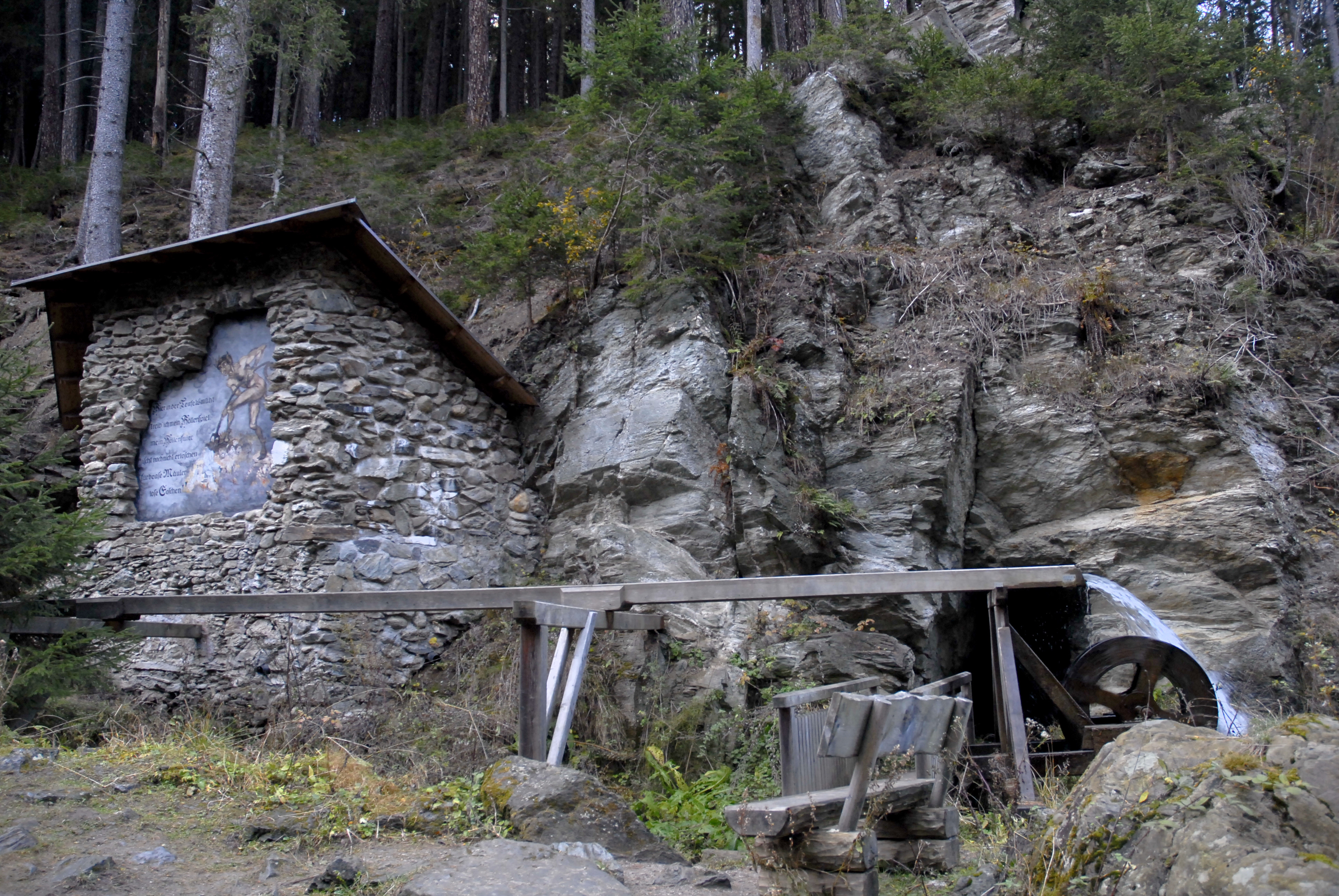
Gesamtansicht der „Teufelsmühle“ zwischen Rinn und Aldrans

Rinn ist eine Gemeinde mit 1944 Einwohnern (Stand 1. Jänner 2024) im Bezirk Innsbruck-Land des Bundeslandes Tirol (Österreich). Die Gemeinde liegt im Gerichtsbezirk Hall in Tirol.

## Geografie
Der Ort Rinn liegt auf 918 m ü. A. im südöstlichen Mittelgebirge östlich von Innsbruck und südlich des Inn. Das Gebiet war der ursprüngliche Talboden des Inn, bis eiszeitliche Gletscher das heutige Inntal ausschürften. Nach Süden steigt das Gemeindegebiet auf rund 2500 Meter an.
Die Gemeinde hat eine Fläche von etwas über zehn Quadratkilometer. Davon sind 62 Prozent bewaldet, 21 Prozent werden landwirtschaftlich genutzt.

### Gemeindegliederung
Die Gemeinde besteht aus den beiden Haufendörfern Rinn (an der Landesstraße gelegen) und Judenstein (nördlich von Rinn) sowie weiteren vereinzelten Weilern und Gehöften.

### Nachbargemeinden
|         | Ampass                                      |        |
| Aldrans | Kompassrose, die auf Nachbargemeinden zeigt | Tulfes |
|         | Ellbögen                                    |        |

### Klima
|                        | Jan  | Feb  | Mär  | Apr  | Mai  | Jun  | Jul  | Aug  | Sep  | Okt  | Nov  | Dez  |   |      |
| Mittl. Temperatur (°C) | −2,1 | −1,1 | 2,8  | 7,0  | 12,2 | 14,9 | 16,9 | 16,0 | 12,2 | 8,1  | 2,4  | −1,1 | ⌀ | 7,4  |
| Mittl. Tagesmax. (°C)  | 1,8  | 3,7  | 8,3  | 12,8 | 18,1 | 20,7 | 22,8 | 21,9 | 18,0 | 13,4 | 6,2  | 2,3  | ⌀ | 12,5 |
| Mittl. Tagesmin. (°C)  | −5,3 | −4,6 | −1,3 | 2,2  | 6,6  | 9,4  | 11,3 | 11,0 | 7,9  | 4,3  | −0,6 | −4,1 | ⌀ | 3,1  |
|                        |      |      |      |      |      |      |      |      |      |      |      |      |   |      |
| Niederschlag (mm)      | 30   | 29   | 48   | 54   | 79   | 110  | 126  | 118  | 77   | 56   | 52   | 43   | Σ | 822  |
|                        |      |      |      |      |      |      |      |      |      |      |      |      |   |      |
| Luftfeuchtigkeit (%)   | 68,1 | 60,8 | 53,7 | 49,5 | 49,9 | 53,2 | 54,2 | 56,3 | 58,0 | 63,4 | 72,1 | 75,0 | ⌀ | 59,5 |

| −5,3 |

| −4,6 |

| −1,3 |

| 2,2 |

| 6,6 |

| 9,4 |

| 11,3 |

| 11,0 |

| 7,9 |

| 4,3 |

| −0,6 |

| −4,1 |

| −5,3 |

| −4,6 |

| −1,3 |

| 2,2 |

| 6,6 |

| 9,4 |

| 11,3 |

| 11,0 |

| 7,9 |

| 4,3 |

| −0,6 |

| −4,1 |

## Geschichte
Die erste urkundliche Erwähnung stammt aus den Jahren 974–993, als dem Domkapitel Freising Bewsitz in loco Runna übertragen wurde. Im Jahr 1250 bezog Graf Albert von Tirol 15 Metzen Hafer aus Runne. Im Jahr 1312 wurde Rinn eine eigene Steuergemeinde, 1471 ließ Erzherzog Siegmund den See bei Wisingen anlegen. Die Wallfahrtskirche zum Anderl von Rinn erbaute um 1670 nach den Projekt von italienischen Arzt Hippolyt Guarinoni († 1654). Durch die Abtrennung von Ampass entstand 1721 die Doppelpfarre Tulfes/Rinn. 1776 wurde die Kirche zur heutigen Form umgebaut, vom ursprünglichen Gebäude blieb nur der gotische Turm erhalten. Durch Einheirat in den Schmirner-Hof wurde 1794 der Tiroler Freiheitskämpfer Josef Speckbacher Einwohner von Rinn.

### Etymologie
Der Name ist erstmals 981 als Runna belegt. Möglicherweise geht der Name auf das rätoromanische Wort Run für ‚Rodungsstätte‘ zurück (Rodung für Siedlungsflächen am Mittelgebirge). Allerdings wäre dann Runnes als Ausgangswort nötig und der Ort hieße heute Rinns. Daher wird der Name neuerdings als Lauf- oder Wasserleitung gedeutet – aus ursprünglich runia. Die Silbe run- ist in althochdeutsch runst (‚Wassergraben‘) noch erhalten.

### Bevölkerungsentwicklung
EinwohnerJahr30060090012001500180021001860189019201950198020102040EinwohnerEinwohnerentwicklung von Rinn

## Kultur und Sehenswürdigkeiten

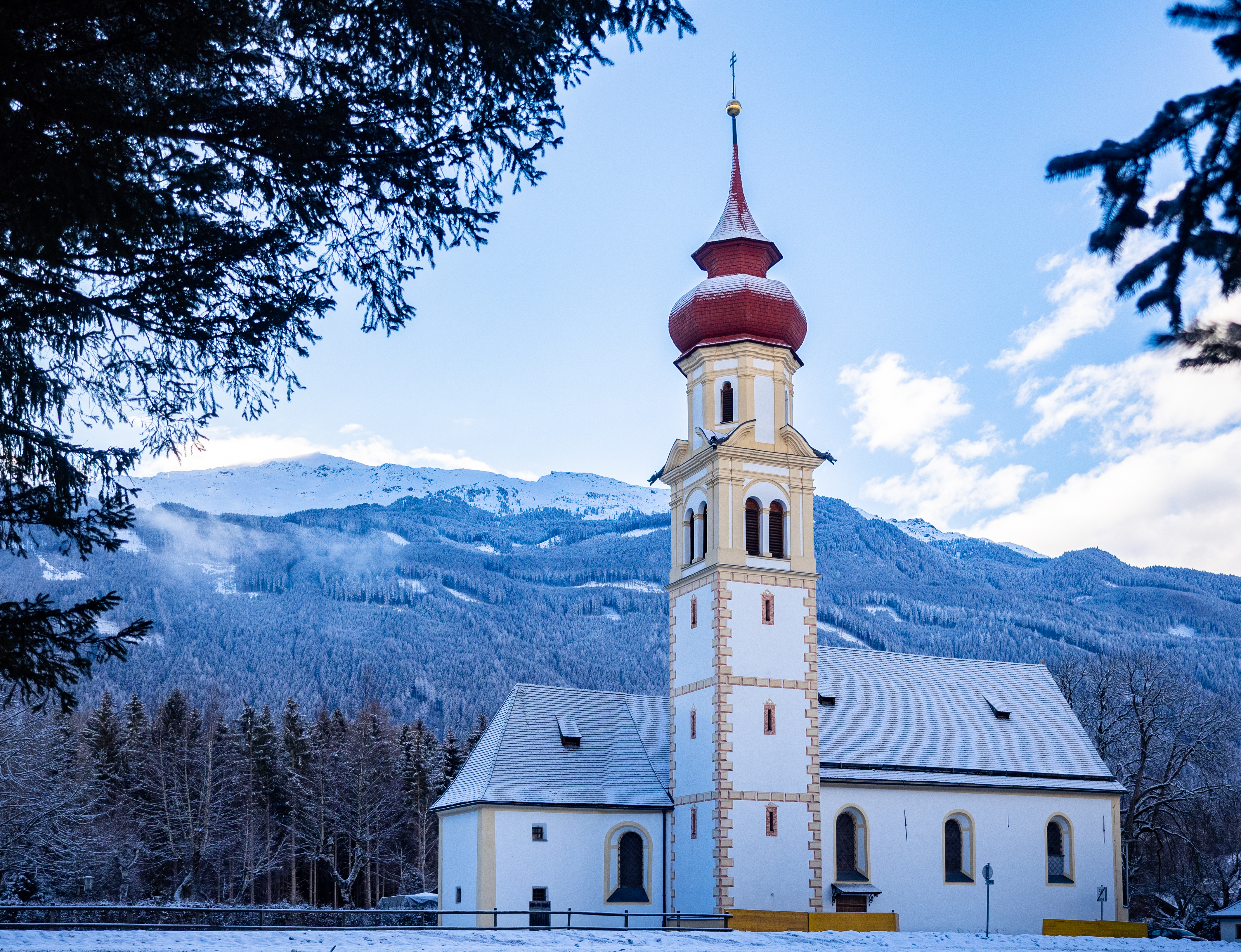
Kirche Mariä Heimsuchung in Judenstein

### Bauwerke
Die Kirche Mariä Heimsuchung in Judenstein wurde im Jahr 1670 als Wallfahrtskirche errichtet. Die Legende besagt, dass auf dem Judenstein der (in der gängigen Bezeichnung wird eher „das“ als Artikel gebraucht) Anderl von Rinn (Andreas Oxner) von durchreisenden Juden erschlagen worden sei. Durch diese antisemitische Ritualmordlegende wurde Judenstein zum Wallfahrtsort. Die Anschuldigungen sind jedoch unbewiesen und haltlos. 1994 hob der damalige Innsbrucker Bischof Reinhold Stecher die Wallfahrt auf. Heute gilt Judenstein als allgemeine Gedenkstätte misshandelter Kinder und Jugendlicher, was eine Gedenktafel in der Judensteiner Kirche belegt.

### Veranstaltungen
Ein jährlicher Höhepunkt im Kultur- und Veranstaltungsangebot von Rinn ist die seit dem Jahr 2000 stattfindende Veranstaltung RollRinn. Der Verein RollRinn will die verbindende und integrative Kraft der dörflichen Gemeinschaft einsetzen, um die Barrieren zwischen behinderten und nicht behinderten Menschen abbauen zu helfen. Weiters will er durch optimale Organisation den Sportlerinnen und Sportlern des Austria Skiteams im Behindertensport eine professionelle Bühne bieten, damit sie ihren Sport einer breiten Öffentlichkeit präsentieren können. RollRinn ist mittlerweile zu einer Großveranstaltung geworden, die jährlich österreichische und internationale Spitzensportler und Prominenz anzieht um für den guten Zweck zu werben.
Im Rahmen der Special Olympics 2008 sollten in Rinn die Skilanglaufwettbewerbe ausgetragen werden. Aufgrund des Orkanes und des damit einhergehenden Schneemangels wurden diese jedoch nach Leutasch verlegt.

## Wirtschaft und Infrastruktur
Die Landwirtschaft spielt in Rinn noch eine gewisse Rolle, daneben ist es aber aufgrund des Fehlens von größeren Betrieben und nennenswerter touristischer Entwicklung eine beliebte Wohngemeinde für junge Familien mit Kindern geworden. Die Landeshauptstadt Innsbruck liegt mit dem Auto nur 15 Minuten entfernt und kann auch mit dem Bus bequem erreicht werden.

## Politik

### Bürgermeister
Bei den Bürgermeisterwahlen am 28. Februar 2016 erreichte keiner der vier angetretenen Kandidaten die absolute Mehrheit. Bei der Stichwahl 13. März 2016 konnte sich Herbert Schafferer gegen Armin Eberl durchsetzen und wurde neuer Bürgermeister von Rinn. Bei der Wahl 2022 war Herbert Schafferer der einzige Kandidat und wurde mit 61 Prozent der Stimmen wiedergewählt.

### Gemeinderat
| Partei                             | 2022    | 2022    | 2022    | 2016    | 2016    | 2016    | 2016      |
| Partei                             | Prozent | Stimmen | Mandate | Prozent | Stimmen | Mandate | Koppelung |
| ---------------------------------- | ------- | ------- | ------- | ------- | ------- | ------- | --------- |
| Gemeinsam für Rinn (GFR)           | 54,54   | 611     | 7       | 21,88   | 251     | 3       |           |
| Pro Rinn (PR)                      | 45,46   | 426     | 6       | 25,81   | 296     | 4       | A         |
| „BIRZ und DIE GRÜNEN Rinn“ – „BUG“ |         |         |         | 21,10   | 242     | 3       |           |
| Wir Rinner für Rinn – Liste 3      |         |         |         | 18,66   | 214     | 2       | A         |
| Rinner-Dorfliste                   |         |         |         | 8,89    | 102     | 1       |           |
| SOKO Rinn                          |         |         |         | 3,66    | 42      | 0       |           |

## Persönlichkeiten

### Söhne und Töchter des Ortes
- Lukas Brunner (* 1990), Moderator und Musiker
- Madeleine Egle (* 1998), Rennrodlerin
- Selina Egle (* 2003), Rennrodlerin